# Лънджанско езеро
Лънджанското езеро (на гръцки: Λίμνη Λάντζα, Лимни Ландза) е бивше езеро, разположено в Северна Гърция, на територията на дем Бешичко езеро.
Езерото е било разположено в южните склонове на Орсовата планина (Кердилио). Носи името на разположеното на северния му бряг село Ланджа, чието име в 1927 година е променено на Лимни, в превод езеро.
Лънджанското и съседното Мавровско езеро са бракични (слабосолени). Двете езера са пресушени от властите в 1960 година за да се освободи земеделска земя.